# Baraqisch
Baraqisch, Barakisch oder auch Baraqish (arabisch براقش, DMG Barāqiš; altsüdarabisch Yṯl, rekonstruiert Yathill (Yaṯull)) ist eine Stadt im Nordwesten des Jemen im sogenannten Östlichen Gebirgshang, etwa 125 km nordöstlich der Landeshauptstadt Sanaa. Kaum 100 km nordwestlich liegt das historische Ma'rib, bekannt durch dessen Staudamm. Baraqisch war bis in die 1960er Jahre bewohnt.

## Geschichte
Baraqisch ist eine bedeutende archäologische Fundstätte. Bei den Griechen und Römern war die Stadt unter den Namen Athlula und Athrula bekannt. Weitere im Dschauf gelegene historische Fundstätten sind Qarnawu, Naschān und Naschq, die zwischen 25 und 50 km nördlich entfernt liegen, Letztere allesamt entlang des Wadi al-Jawf (Wadi Dschauf / الجوف).
Altsteinzeitliche Keramikfunde deuten auf eine Besiedlung zumindest seit dem 12. bis 10. Jahrhundert vor Chr. hin. Bis Anfang des 6. Jahrhunderts v. Chr. wurde das heutige Baraqisch noch Yathill/(Yaṯull) genannt und von Saba beherrscht. Yathill lag in einem weitläufigen Wadi, dem Wadi Fardha. Diese Lage begünstigte den Handelswarendurchzug und -umschlag, weshalb die Siedlung zum Knotenpunkt für den Weihrauchhandel aufstieg. Ein sabäischer Tatenbericht (zitiert als RES 3943), wohl Yitha'amar Bayyin II. zuzuordnen, erwähnte erstmals aufständische Minäer, Vasallen Sabas, die sich zu ernsten Gegenspielern entpuppen würden und niedergeworfen werden müssten. Stattdessen befreiten sich die Minäer gegen Ende des 5. Jahrhunderts v. Chr. aus der Abhängigkeit von Saba und etablierten ihre Königsherrschaft im Dschauf, das Kernland ihrer Macht wurde. Sabäische Hochburgen, wie Yathill, Ma'in, Naschān und Naschq gerieten unter ihren Einfluss, was insbesondere ab dem Folgejahrhundert zu einer lang anhaltenden minäischen Blütezeit führte. 343 v. Chr. herrschte entlang der Weihrauchstraße der Minäer Abyada II. Yitha (zitiert als RES 3022). Die südarabischen Inschriften erwähnen diesen Handel nur selten und dabei bestenfalls als Nebensache. Daher fällt besonders auf, dass Inschriften in der Stadtmauer Yathills bisweilen nicht Kriegstaten hegemonialer Aristokraten präsentieren, sondern Anspielungen beinhalten zur Macht der Kaufleute.
Parallel bestanden große Rivalitäten zu Saba fort, welches im letzten Viertel des 2. Jahrhunderts v. Chr. die Oberhand zurückgewann. Gegen 50 v. Chr. hatte Saba die Stadt zurückerobert, worüber allerdings Auskunft gebende Inschriften fehlen.
Kurz vor der Zeitenwende versuchte der römische Kaiser Augustus (27 v. Chr.–14 n. Chr.) Saba zu unterwerfen. Zu diesem Zweck ließ er 25 v. Chr. den römischen Feldherrn Aelius Gallus unter nabatäischer Führung nach Südarabien ziehen. Auftragsgemäß wurde nach der raschen Unterwerfung Nadschrans (im grenznahen heutigen Saudi-Arabien), welches nach nur kurzer Schlacht eingenommen wurde, auch das alte Yathill besetzt. Es heißt, dass Yathill den Römern 24 v. Chr. die Tore geöffnet habe. Krankheitsbedingt und aufgrund Wassermangels, sowie in Unterschätzung der widrigen Landesgegebenheiten, setzte sich Gallus mit seinen Truppen aber schnell wieder ab.
Mit der Eroberung des Hadramaut im Jahr 242 erreichten Saba und die Stadt Baraqisch ihren politischen Höhepunkt. Es konnten neue Handelswege eröffnet werden, womit florierender wirtschaftlicher Aufschwung verbunden war.

## Altsüdarabische Stadtanlage

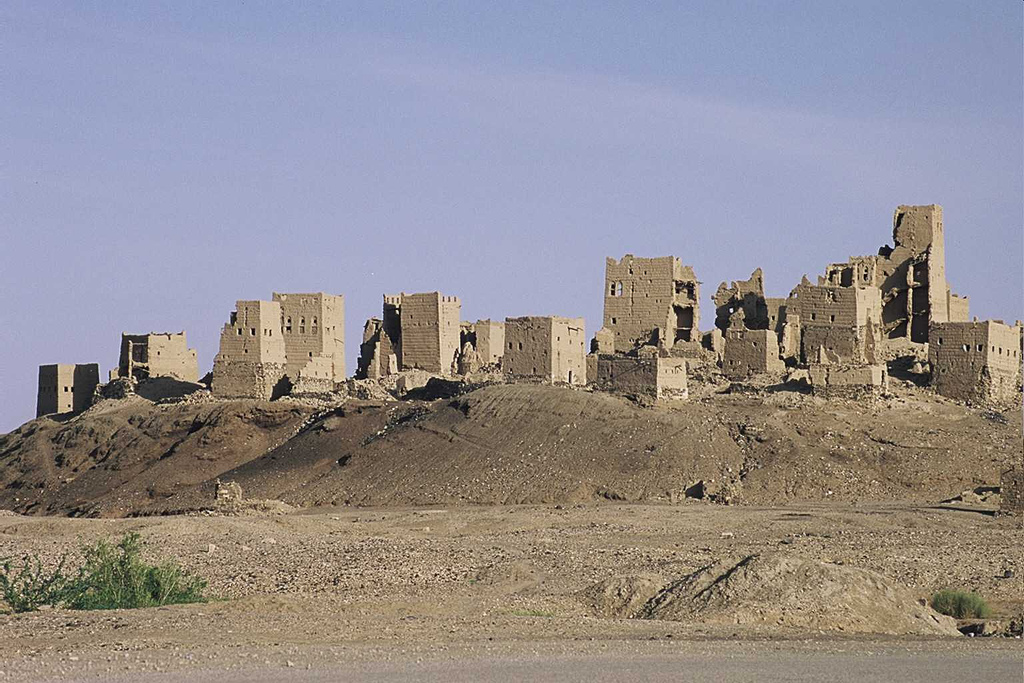
Ruinen in Baraqisch

Die Stadt liegt etwas erhaben auf einem Hügel. Es handelt sich um die eindrucksvolle und gut erhaltene Ruinenlandschaft einer antiken Stadtfestungs- und Tempelanlage, die im 7. oder 6. Jahrhundert v. Chr. entstand. Die Stadt wies einst 57 Türme auf und war durch zwei Tore zugänglich, welche sich je im Osten und im Westen der Anlage befanden. Die Maueranlage schloss in bis zu 14 Metern Höhe, ein architektonischer Superlativ der Zeit.
Im Südteil der Stadt befanden sich die imposante Tempelanlage des ‛Athtar dhû-Qabd sowie eine Nekropole, welche eine Mehrzahl von Grabstelen enthält. Die Reste vermitteln noch heute Züge der Strahlkraft minäischer Architektur. In den Jahren 1989 bis 1990 und anschließend von 2003 bis 2007 forschten Mitglieder der italienischen archäologischen Mission in Baraqisch und legten diverse Funde frei. Anhand eines den Besiedlungsschutt der islamischen Stadtepoche noch heute überragenden Tempelfragments, lässt sich eine teilweise intakte Deckenkonstruktion ausmachen. Weiterhin stehen in situ sechzehn Monolithpfeiler mit gleich weiten Achsabständen. Die Schäfte besitzen eine fein geschliffene, glatte Oberfläche, noch frei von Sichtflächenbehandlungen, wie der Anathyrosis. Die hypostyle Anlage könnte noch wesentlich größer gewesen sein. Archäologen vermuteten darin das Peristyl eines Tempels zu Ehren des männlichen Venus-Sterngotts (inschriftlich jedenfalls ein Aṯtar-Tempel). Unmittelbare Bezüge bezüglich Baudatum und Zuweisung der Tempelwidmung sind bis heute unklar. Minäische Texte gibt es im Jemen zudem nur an zwei Ruinenplätzen, neben Qarnawu (Qrnw) gerade noch in Barqisch/Yathill (Yṯl).
Ein weiterer Tempel im Stadtinnern – mit nochmals vier Säulen, gewidmet dem städtischen Schutz- und Heilgott Nikraḥ – ist heute noch erhalten. Über die Stadtmauer hinweg verteilt sich eine Vielzahl von altsüdarabischen Inschriften. Bis heute gilt die Stadt als archäologische Hauptattraktion des Nahen Ostens.
siehe auch Artikelabschnitt: Architekturgeschichte Südarabien

## Umgebung
Nicht weit von Baraqisch liegen weitere historische Sehenswürdigkeiten aus der minäischen Epoche, wie die Sandhügel von Ahqaf, die Ruinen von Duroub Al-Sabi und Kharbat Al-Lisan. Staudämme und alte Wasserkanäle können besichtigt werden.

## Bombardierung während der Militärintervention im Jemen 2015
Im Rahmen der saudi-arabisch geführten und von den USA und Großbritannien unterstützten Militärintervention im Jemen seit 2015 wurde die Ausgrabungsstätte der Stadt Barakisch bombardiert und beschädigt, als die Militärallianz vergeblich versucht hatte, Geländegewinne der Huthi-Rebellen rückgängig zu machen.